# Katholieke Kerk in Costa Rica

Costa Rica

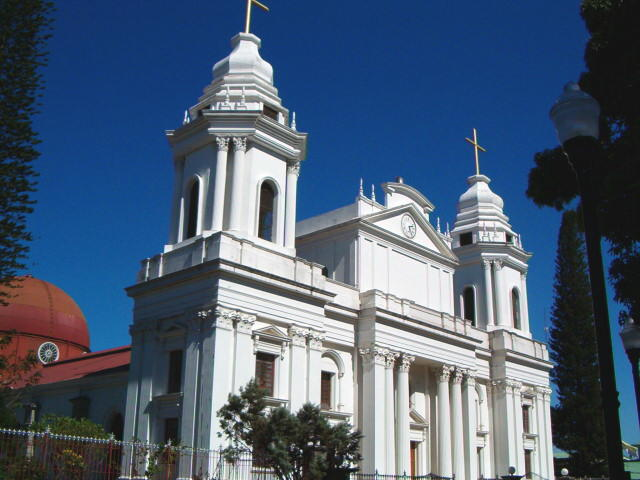
Kathedraal van Alajuela

De Katholieke Kerk in Costa Rica is een onderdeel van de wereldwijde Katholieke Kerk, onder het geestelijk leiderschap van de paus en de curie in Rome.
Het katholicisme is de staatsgodsdienst in Costa Rica. In 2005 waren ongeveer 3.581.000 (86%) inwoners van Costa Rica katholiek. Costa Rica bestaat uit 1 kerkprovincie met 8 bisdommen die de Romeinse ritus volgen, waaronder 1 aartsbisdom. De bisschoppen zijn lid van de bisschoppenconferentie van Costa Rica. President van de bisschoppenconferentie is Oscar Gerardo Fernández Guillén , bisschop van Puntarenas. Verder is men lid van de Secretariado Episcopal de América Central y Panamá en de Consejo Episcopal Latinoamericano.
Costa Rica heeft eenmaal een bezoek gehad van een paus. Paus Johannes Paulus II bezocht het land in 1983. Er is nog nooit een kardinaal benoemd afkomstig uit Costa Rica.
Apostolisch nuntius voor Costa Rica is sinds 9 juli 2024 aartsbisschop Mark Gerard Miles.

## Bisdommen
| - Aartsbisdom - Bisdom |

- San José de Costa Rica
  - Alajuela
  - Cartago
  - Ciudad Quesada
  - Limón
  - Puntarenas
  - San Isidro de El General
  - Tilarán-Liberia

Ligging bisdommen binnen Costa Rica
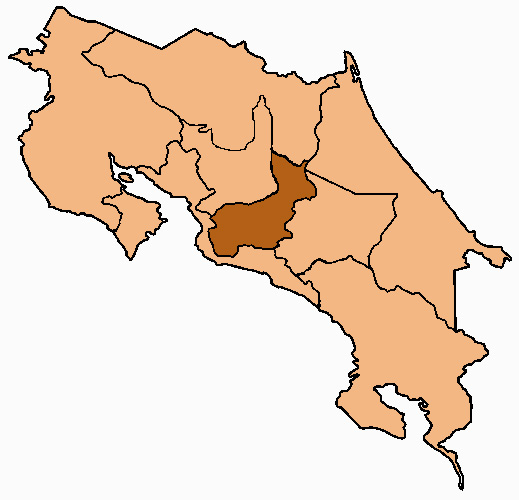
Aartsbisdom San José de Costa Rica
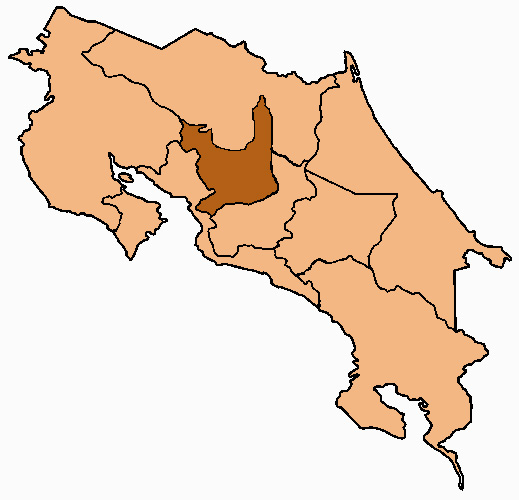
Bisdom Alajuela
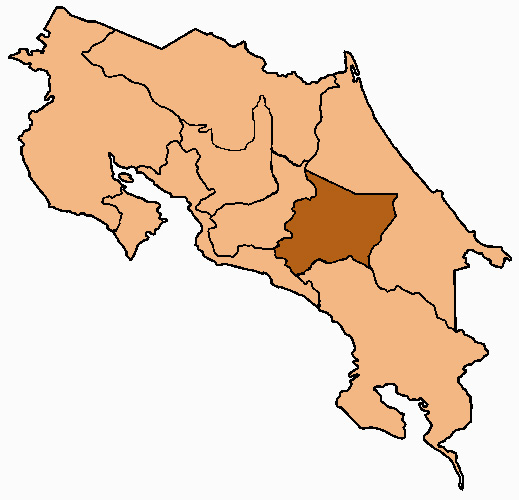
Bisdom Cartago
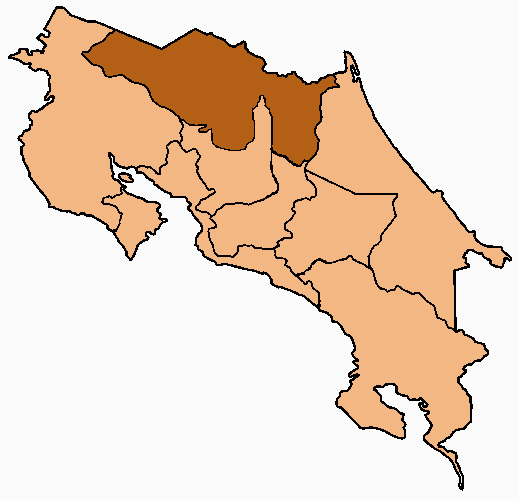
Bisdom Ciudad Quesada
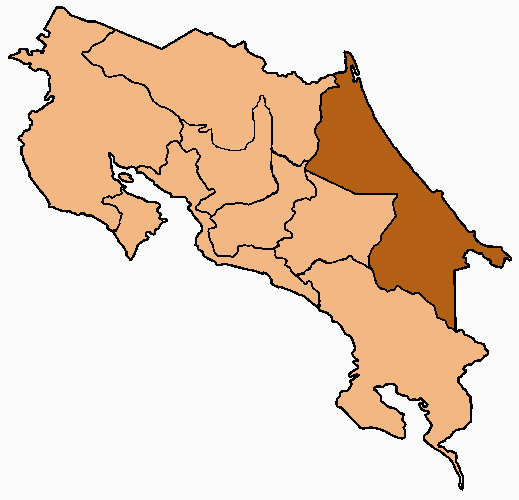
Bisdom Limón
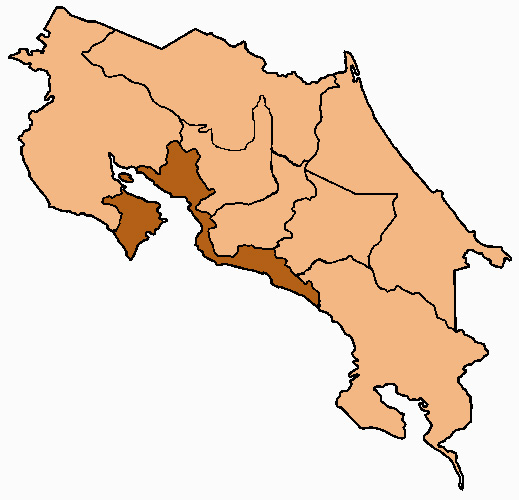
Bisdom Puntarenas
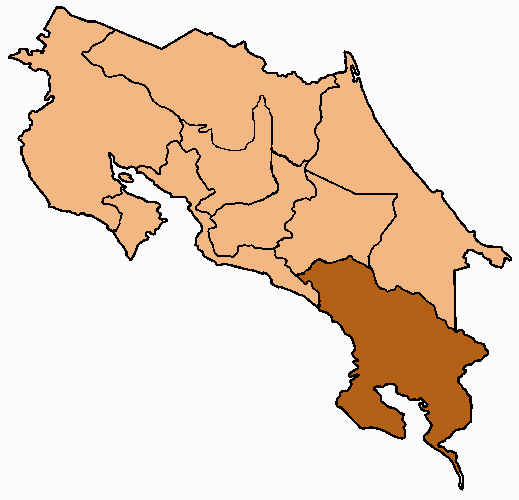
Bisdom San Isidro de El General
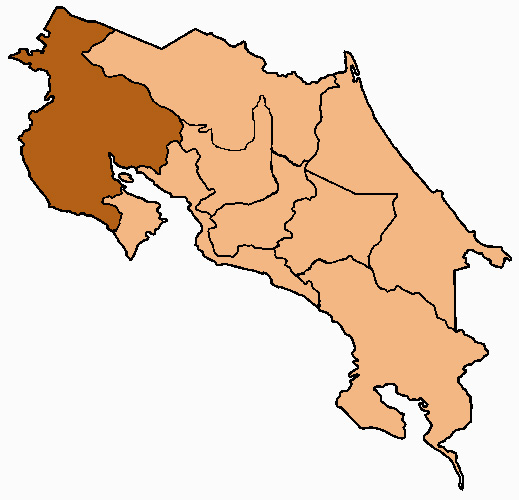
Bisdom Tilarán-Liberia

## Nuntius
- Apostolisch delegaat
  - Aartsbisschop Serafino Vannutelli (18 juli 1869 - 10 september 1875, later kardinaal)
  - Aartsbisschop Mario Mocenni (14 augustus 1877 - 28 maart 1882, later kardinaal)
  - Msgr. Teodoro Valfrè di Bonzo (11 juli 1884 - 27 maart 1885, later kardinaal)
  - Aartsbisschop Giovanni Cagliero (7 augustus 1908 - 6 december 1915, later kardinaal)
- Apostolisch internuntius
  - Aartsbisschop Giovanni Battista Marenco (7 januari 1917 - 22 oktober 1921)
  - Aartsbisschop Angelo Rotta (12 oktober 1922 - 1925)
  - Aartsbisschop Giuseppe Fietta (27 september 1926 - 23 september 1930, later kardinaal)
  - Aartsbisschop Carlo Chiarlo (7 januari 1932 - 30 september 1933, later kardinaal)
- Apostolisch nuntius
  - Aartsbisschop Carlo Chiarlo (30 september 1933 - 3 december 1941, later kardinaal)
  - Aartsbisschop Luigi Centoz (3 december 1941 - 1952)
  - Aartsbisschop Paul Bernier (7 augustus 1952 - 1955)
  - Aartsbisschop Giuseppe Maria Sensi (21 mei 1955 - 12 januari 1957, later kardinaal)
  - Aartsbisschop Gennaro Verolino (25 februari 1957 - 1963)
  - Aartsbisschop Paolino Limongi (15 augustus 1963 - 9 juli 1969)
  - Aartsbisschop Angelo Pedroni (19 juli 1969 - 15 maart 1975)
  - Aartsbisschop Lajos Kada (20 juni 1975 - 8 april 1984)
  - Aartsbisschop Pier Giacomo De Nicolò (14 augustus 1984 - 11 februari 1993)
  - Aartsbisschop Giacinto Berloco (17 juli 1993 - 5 mei 1998)
  - Aartsbisschop Antonio Sozzo (23 mei 1998 - 17 juli 2003)
  - Aartsbisschop Osvaldo Padilla (31 juli 2003 - 12 april 2008)
  - Aartsbisschop Pierre Nguyễn Văn Tốt (13 mei 2008 - 22 maart 2014)
  - Aartsbisschop Antonio Arcari (5 juli 2014 - 25 mei 2019)
  - Aartsbisschop Bruno Musarò (29 augustus 2019 - 11 juli 2023)
  - Aartsbisschop Mark Gerard Miles (9 juli 2024 - heden)

## Pauselijk bezoek
Costa Rica heeft eenmaal een bezoek gehad van een paus. 
- 2 maart 1983 - 6 maart 1983: pastoraal bezoek van paus Johannes Paulus II aan Costa Rica.